# سيمونا ماتي
سيمونا ماتي (بالرومانية: Simona Matei)‏ مواليد 7 يوليو 1985 في براشوف، جمهورية رومانيا الاشتراكية، هي لاعبة كرة مضرب رومانية سابقة بدأت مسيرتها كمحترفة سنة 2002، اعتزلت اللعب في 2010. أعلى تصنيف لها في الفردي كان المركز الـ 145 في سنة 2006. أعلى تصنيف لها في الزوجي كان المركز الـ 246 في سنة 2006.

## روابط خارجية
- سيمونا ماتي على موقع رابطة محترفات التنس (الإنجليزية)
- سيمونا ماتي على موقع الاتحاد الدولي لكرة المضرب (الإنجليزية)
- سيمونا ماتي على موقع كأس بيلي جين كينغ (الإنجليزية)
- سيمونا ماتي على موقع خلاصة التنس.كوم (الإنجليزية)